# Henry Howard, XIII conte di Suffolk
Henry Howard (8 agosto 1779 – 10 agosto 1779) è stato un nobile britannico.

## Biografia
Era figlio di Henry Howard, XII conte di Suffolk e della seconda moglie Lady Charlotte Finch.
Suo padre morì il 7 marzo 1779 lasciando vedova la moglie incinta. Il titolo di conte di Suffolk rimase sospeso fino a quando la contessa diede alla luce il bambino.
Il piccolo Henry quindi divenne conte subito dopo la nascita ma sopravvisse soltanto due giorni.
Venne sepolto il 23 agosto 1779 a Charlton e gli succedette il prozio Thomas Howard.